# كريس فولمر
كريس فولمر (بالإنجليزية: Chris Fulmer)‏ هو لاعب كرة قاعدة أمريكي، ولد في 4 يوليو 1858 في تاماقوا في الولايات المتحدة، وتوفي بنفس المكان في 9 نوفمبر 1931.

## وصلات خارجية
- كريس فولمر على موقعبيزبول رفرنس.كوم (الدوري الرئيسي) (الإنجليزية)